# Reazione di accoppiamento di Hiyama
La reazione di accoppiamento di Hiyama è una reazione di accoppiamento (cross-coupling) degli organosilani con gli alogenuri organici, catalizzata da palladio. Viene impiegata in chimica organica per formare nuovi legami carbonio-carboni e fu scoperta nel 1988 da Tamejiro Hiyama e Yasuo Hatanaka. Oggi è una tecnica molto utile per la sintesi di vari prodotti naturali.
{\displaystyle {\ce {R-SiR''_{3}+R'-X->[\mathrm {F^{-}} ][{\text{Pd cat.}}]R-R'}}}
- {\displaystyle {\ce {R}}}: arilico, alchenilico o alchinilico
- {\displaystyle {\ce {R'}}}: arilico, alchenilico, alchinilico o alchilico
- {\displaystyle {\ce {R''}}}: Cl, F or alchile
- {\displaystyle {\ce {X}}}: Cl, Br, I oppure OTf

A differenza della reazione di Stille, quella di Hiyama ha il vantaggio di non adoperare composti tossici a base di stagno.

## Storia
La reazione di Hiyama fu sviluppata per aggirare gli ostacoli incontrati nell'impiego di altri reagenti organometallici. A rendersi conto della reattività dell'organo-silicio non fu per primo Hiyama, come si potrebbe pensare, bensì Kumada, che aveva riportato una reazione di accoppiamento in cui si impiegavano reattivi organo-fluoro-silicati.

La reazione con composti di organo-silicio che fu studiata prima della scoperta fatta da Hiyama.

In seguito Hiyama, approfondendo questi studi, scoprì che gli organosilani hanno una certa reattività quando attivati da atomi di fluoro. Questa reattività, combinata con sali di palladio, portava alla formazione di un legame carbonio-carbonio con un carbonio elettrofilo, tipo quello di un alogenuro organico. I composti di organo-silicio sono inattivi, specie se paragonati ad altri comuni reattivi organometallici, quali i reattivi magnesiaci (di Grignard) e quelli di organo-rame, che sono poco chemoselettivi e noti per l'eccessiva reattività che può distruggere i gruppi funzionali su entrambi i partner della reazione.
Altri composti organometallici a base di zinco, stagno e boro presentano problematiche minori riguardo alla reattività, ma hanno altri problemi. Per esempio, gli organo-zinco sono sensibili all'umidità, gli organo-stagno sono tossici mentre i composti di organo-boro non si preparano facilmente, motivo per cui sono costosi e poco stabili. Gli organosilani, invece, sono composti che si preparano agilmente e che, per attivazione con fluoro o una base, possono reagire con gli alogenuri organici per formare nuovi C-C in una maniera chemoselettiva e regioselettiva.
Il primo esempio di utilizzo di questa reazione riguardava l'accoppiamento tra nucleofili di organo-silicio ed elettrofili (alogenuri organici) in presenza di palladio.
Fin dalla sua diffusione, la reazione ha attirato l'attenzione dei chimici organici, volti a trovare nuovi metodi per non impiegare fluoro nel processo.
Per velocizzare la reazione, oltre al fluoro sono state impiegate anche tecniche a base di microonde.

## Meccanismo
L'organo-silano è attivato con fluoro (in forma di un sale come TBAF o TASF) oppure una base per formare un centro silicico pentavalente che è abbastanza labile da permettere la rottura di un legame C-Si durante la fase di transmetallazione. Lo schema generale di formazione di questo intermedio è mostrato qua sotto ed è un passaggio che avviene in-situ.
Il meccanismo dell'accoppiamento di Hiyama segue un ciclo catalitico, in cui abbiamo:
- A) Addizione ossidativa, in cui un alogenuro si addiziona al palladio ossidando il metallo da Pd (0) a Pd (II);
- B) Transmetallazione, in cui il C-Si si rompe e un secondo frammento di carbonio si lega al Pd;
- C) Eliminazione riduttiva in cui si forma il legame C-C desiderato e il palladio ritorna al suo stato di ossidazione zero per far ripartire il ciclo daccapo.

## Obiettivo e limiti

### Obiettivo
La reazione di accoppiamento di Hiyama può essere applicata per formare legami Csp2-Csp2 (tipo arile-arile) così come legami Csp2-Csp3 (ad esempio arile-alchile).
Rese di reazione buone si ottengono per accoppiamenti di alogenuri arilici, vinilici e allilici con organo-ioduri.
Ulteriori studi sono stati condotti da Scott E. Denmark.

L'accoppiamento di Hiyama in forma di reazione di accoppiamento e ciclizzazione.

L'accoppiamento di alogenuri alchilici con organo-alogeno-silani come alternativa ai semplici organosilani è un'altra variante della reazione classica.
Gli organo-cloro-silani consento accoppiamenti con i cloruri arilici, che sono abbondanti ed in genere più economici degli ioduri arilici. Un catalizzatore di nichel consente l'accesso a nuove reattività degli organotrifluorosilani, come riportato da GC Fu ed altri autori. Gli alogenuri alchilici secondari funzionano bene in questo modo, dando buone rese.

### Limiti
La reazione di Hiyama è limitata dalla richiesta di fluoro per attivare il reagente di organo-silicio. L'addizione di fluoro rompe un qualsiasi gruppo protettore a base di silicio (come i silil-eteri) che sono spesso impiegati nella sintesi organica. Il fluoro è inoltre basico, per cui i gruppi protettori sensibili alle basi, i protoni acidi e i gruppi funzionali in generale potrebbero risentire della presenza di questo ione. La maggior parte della ricerca attuale è concentrata sul trovare una reazione che aggiri il problema.

## Varianti
Un'alternativa prevede l'impiego di silaciclobutano e fluoro.

### Accoppiamenti senza il fluoro
Usando organoclorosilani, Hiyama trovò che un accoppiamento può avvenire usando NaOH come attivatore basico. In altri studi si è usata persino l'acqua

Reazione promossa da NaOH

Un'altra classe di reazioni senza fluoro vede l'uso di un acido di Lewis che richiede poi l'uso di basi come K3PO4 Sono stati studiati anche esempi in cui si ha l'addizione di rame come co-catalizzatore insieme al palladio.

Accoppiamento di Hiyama con rame come co-catalizzatore

### Reazione di accoppiamento di Hiyama-Denmark
La reazione di Hiyama-Denmark è una modifica apportata alla reazione originale e non richiede l'uso di fluoro. Lo schema generale è riportato di seguito, dove si vede l'impiego di una Base di Brønsted come agente attivante (al posto del fluoro).
Questo è un esempio specifico di quanto detto sopra. Se avessimo usato il fluoro, il terz-butildimetilsilil-etere (TBS) si sarebbe probabilmente rotto.

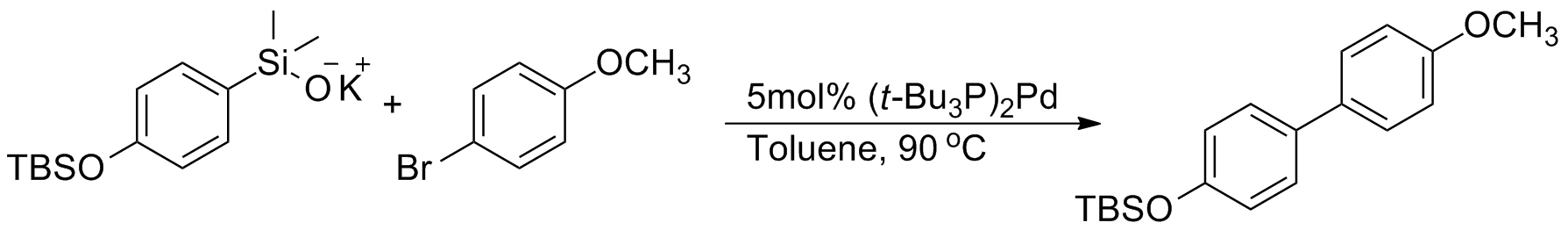
Esempio di reazione senza additivi al fluoro

### Approfondimenti
- J. Tsuji, Palladium Reagents and Catalysts: new perspectives for the 21st century, New York, Wiley, 2003,  pp. 338-347.